# رود أندرسون
رود أندرسون هو موسيقي وشاعر كندي، ولد في 15 أبريل 1935.